# Brunn (Oberpfalz)
Brunn este o comună din landul Bavaria, Germania. Deoarece există mai multe localități cu acest nume, atunci când este necesar se precizează astfel: Brunn (Oberpfalz) (Brunn din Regierungsbezirk Palatinatul Superior).